# Шабан-Дельмас, Жак
Жак Шабан-Дельмас (также Жак Шабан-Дельма, фр. Jacques Chaban-Delmas; 7 марта 1915 — 10 ноября 2000) — французский политический и государственный деятель, премьер-министр Франции с 1969 по 1972 год при президенте Жорже Помпиду. Близкий соратник Шарля де Голля, участник движения Сопротивления. Представитель левого крыла голлистского движения, один из ведущих «баронов голлизма».

## Политическая деятельность
Настоящая фамилия Дельмас; Шабан — подпольный псевдоним времён Сопротивления, после войны взял двойную фамилию. Бригадный генерал (в 29 лет), участник Парижского восстания августа 1944 года. Выходец из Республиканской партии радикалов и радикал-социалистов, был членом партии де Голля Объединение французского народа (RPF) (1948—1953), после её распада возглавил парламентскую группу «социальных республиканцев», сохранявшую верность де Голлю; входил в состав последних правительств Четвёртой республики.
Почти полвека был мэром Бордо и депутатом от Жиронды (1947—1995). Его преемником на посту мэра был Ален Жюппе.
При де Голле-премьере и президенте Шабан-Дельмас председательствовал в Национальном собрании (1958—1969). Участвовал в массовой демонстрации голлистов 30 мая 1968 года, переломившей ход событий «Красного мая».
Как председатель правительства при Помпиду, предложил социальную концепцию «нового общества» с расширением гражданских прав и свобод (отменил правительственную монополию на СМИ), увеличением социальной помощи.
В 1972 году в расследовании, опубликованном в сатирическим еженедельнике «Канар аншене», обвинён в уклонении от налогов; Помпиду, отношения которого с Дельмасом уже были напряжёнными из-за его уступок левым, потребовал отставки (несмотря на то, что Национальная ассамблея приняла ему вотум доверия) и заменил на Пьера Мессмера.
После кончины Помпиду выставил свою кандидатуру на пост президента Франции, но голлистские лидеры во главе с Жаком Шираком поддержали Жискар д’Эстена, и тот и был избран, а Шабан-Дельмас набрал лишь 15 % голосов. Ширак возглавил кабинет министров при Жискаре.
В 1978—1981 годах Шабан-Дельмас вновь председательствовал в Ассамблее. У него были хорошие отношения с избранным в 1981 году президентом-социалистом Франсуа Миттераном, и в 1986 году после победы голлистов на парламентских выборах предполагалось, что он вновь станет премьером. Однако Шабан-Дельмас предпочёл в третий раз стать председателем Ассамблеи (до 1988), а премьер-министром на это же время во второй раз стал Ширак.

## Политическая карьера
Выборные должности
- С 1946 по 1997 год — депутат Национального собрания от Жиронды.
- С 1947 по 1995 год — мэр Бордо

Правительственные посты
- Премьер-министр Франции: 1969—1972 годы.
- Министр общественных работ, транспорта и туризма: июнь-август 1954—1955 года.
- Министр жилищного строительства и реконструкции: сентябрь-ноябрь 1954 года.
- Государственный министр: 1956—1957 годы.
- Министр обороны и вооруженных сил: 1957—1958 годы.

Прочие государственные должности
- Председатель Национального собрания Франции (с 9 декабря 1958 по 20 июня 1969 года, с 3 апреля 1978 по 21 мая 1981 года и со 2 апреля 1986 по 12 июня 1988 года). Почётный председатель с 12 ноября 1996 года.
- Президент городского сообщества Бордо (1967 год, 1983 год, 1989—1995 годы)
- Первый вице-президент Совета городского сообщества Бордо (1977—1989 годы)
- Президент Регионального совета Аквитании (1974—1979 годы и 1985—1988 годы)

## Спорт
Шабан-Дельмас был профессиональным теннисистом и регбистом. Как регбист играл за парижские клубы CASG и «Стад Франсе» и команду «Бордо-Бегль», в составе сборной Франции в июне 1945 года провёл один матч против сборной Великобритании, представленной членами Британской имперской службы (англ. British Empire Service). 
Как теннисист выступал на достаточно высоком национальном уровне, в том числе в ветеранских турнирах в 1960-е годы. Он был членом секции тенниса парижского клуба CASG. В 1956 году Шабан-Дельмас, уже будучи политиком, выступал на чемпионате Франции по теннису в миксте вместе с Миртиль Дюбуа. В 1968 году, когда чемпионат Франции впервые проходил в открытом формате, 53-летний Шабан-Дельмас, будучи председателем Национального собрания Франции, выступал в мужском парном разряде с французом Анри Пеллицца, пара проиграла в первом круге.
С 2001 года его имя носит футбольный и регбийный стадион «Шабан-Дельмас» в Бордо (бывший «Парк Лескюр»).

## Награды
- Командор ордена Почётного легиона
- Компаньон ордена Освобождения (7 августа 1945 года)
- Военный крест 1939—1945
- Медаль Сопротивления с розеткой
- Командор ордена Легион Заслуг (США)
- Командор ордена Леопольда II (Бельгия)
- Командор ордена Virtuti Militari (Польша)
- Командор ордена Изабеллы Католички (Испания)
- Орден Югославской звезды с лентой

## Документальные фильмы
- 2015 — Жак Шабан-Дельмас. Жажда перемен / Le defi de reformer, Jacques Chaban-Delmas (реж. Матильда Дамуазель / Mathilde Damoisel)

## Художественные фильмы
- В фильме «Горит ли Париж?» (фр. Paris brûle-t-il?, англ. Is Paris Burning?) 1966 года образ Шабан-Дельмаса воплотил актёр Ален Делон.